# Lars af Malmborg
Lars Magnus William af Malmborg, född 2 februari 1932 i Stockholm, död 27 januari 2022, var en svensk dirigent och chef för Kungliga Operan.

## Biografi
Efter studier i Stockholm och Italien knöts af Malmborg 1956 till Kungliga Teatern, där han var kapellmästare 1961–1976. Han var rektor för Statens musikdramatiska skola 1968–1973, en befattning som han återgick till 1976. Han var sedan chef för Kungliga Teatern 1984–1987, chef för Kungliga Operan 1984–87 samt professor i musikteaterdramaturgi vid Operahögskolan 1991–1992. Som chef för Kungliga Operan tvingades han bort från sin post 1987 efter bland annat konflikter med personalen. Lars af Malmborg invaldes 1984 som ledamot nummer 853 av Kungliga Musikaliska Akademien. 
Lars af Malmborg var son till kanslirådet Nils af Malmborg (1902–1996) och montessoriläraren Connie William-Olsson (1901–1992). Han var från 1954 gift med operasångerskan Gunilla af Malmborg och blev far till skådespelaren Maria af Malmborg Linnman och tonsättaren Paula af Malmborg Ward samt sonen Andreas af Malmborg.